# Ruth Meyer-Kahrweg
Ruth Meyer-Kahrweg ist eine deutsche Heimatforscherin in der bergischen Großstadt Wuppertal.
Die Langerfelderin machte sich durch die Herausgabe ihrer Forschungen in dem zweibändigen Werk Denkmäler, Brunnen und Plastiken in Wuppertal im Jahr 1991 um die Denkmal- und Stadtbildpflege der Stadt verdient. Sie ist Mitglied im Bergischen Geschichtsverein.

## Auszeichnungen
- 2002 – vom Landschaftsverband Rheinland, den „Rheinlandtaler“[2][3]

## Werke
- Wuppertaler Denkmäler. Spiegel ihrer Zeit. Frohn, Wuppertal 1980, ISBN 3-88578-004-6.
- Denkmäler, Brunnen und Plastiken in Wuppertal (Hauptband). Born, Wuppertal 1991, ISBN 3-87093-057-8.
- Denkmäler, Brunnen und Plastiken in Wuppertal (Biographien der beteiligten Künstler). Born, Wuppertal 1991, ISBN 3-87093-058-6.
- Architekten, Bauingenieure, Baumeister, Bauträger und ihre Bauten im Wuppertal. Pies, Wuppertal 2003, ISBN 3-928441-52-3.